# Thrinchostoma asianum
Thrinchostoma asianum is een vliesvleugelig insect uit de familie Halictidae. De wetenschappelijke naam van de soort is voor het eerst geldig gepubliceerd in 1991 door Sakagami, Kato & Itino.